# Cosmoscarta vernalis
Cosmoscarta vernalis är en insektsart som beskrevs av Victor Lallemand 1928. Cosmoscarta vernalis ingår i släktet Cosmoscarta och familjen spottstritar. Inga underarter finns listade i Catalogue of Life.